# Lista de prêmios e indicações recebidos por Passione
Esta é uma lista de prêmios e indicações recebidos por Passione, uma telenovela brasileira produzida e exibida pela Rede Globo. Escrita por Sílvio de Abreu, com direção-geral de Carlos Araújo e Luiz Henrique Rios, direção de Allan Fiterman, Natalia Grimberg e André Câmara e direção de núcleo de Denise Saraceni, é a 74ª "novela das oito" da emissora. Passione teve seu primeiro capítulo exibido em 17 de maio de 2010, substituindo Viver a Vida sob grande expectativa. Com seu término em 14 de janeiro de 2011, foi sucedida por Insensato Coração.
Bete Gouveia, interpretada por Fernanda Montenegro, é tida pelo autor como "o eixo" de uma história onde todos os personagens se mostram interligados, e o título da telenovela, "Paixão" em italiano, é uma referência a um dos temas abordados: o sentimento desmedido que o personagem "Totó", interpretado por Tony Ramos desenvolve por Clara - a primeira vilã interpretada pela atriz Mariana Ximenes - e que eventualmente o leva à ruína.
Dividida em duas fases distintas, a trama teve, em seus primeiros capítulos, críticas consideravelmente favoravéis, mas registrou índices apenas satisfatórios de audiência. A partir do 127º capítulo, com o assassinato do personagem Saulo Gouveia, a trama passou a ter caráter majoritariamente policial - ensejando críticas mais negativas ao mesmo tempo que recebia índices consideravelmente superiores de audiência. Desta forma, foi igualmente citada como "Pior" e "Melhor Telenovela de 2010".

## Prêmios

### Melhores do Ano
| Premiação       | Resultado | Nomeação        | Categoria                  |
| --------------- | --------- | --------------- | -------------------------- |
| Melhores do Ano | Indicado  | Tony Ramos      | Melhor Ator                |
| Melhores do Ano | Indicado  | Mariana Ximenes | Melhor Atriz               |
| Melhores do Ano | Venceu    | Bruno Gagliasso | Melhor Ator Coadjuvante    |
| Melhores do Ano | Indicado  | Gabriela Duarte | Melhor Atriz Coadjuvante   |
| Melhores do Ano | Venceu    | Irene Ravache   | Melhor Atriz Coadjuvante   |
| Melhores do Ano | Indicado  | Vera Holtz      | Melhor Atriz Coadjuvante   |
| Melhores do Ano | Indicado  | Júlio Andrade   | Melhor Ator Revelação      |
| Melhores do Ano | Indicado  | Miguel Roncato  | Melhor Ator Revelação      |
| Melhores do Ano | Indicado  | Bianca Bin      | Melhor Atriz Revelação     |
| Melhores do Ano | Indicado  | Mayana Moura    | Melhor Atriz Revelação     |
| Melhores do Ano | Indicado  | Carol Macedo    | Melhor Ator ou Atriz Mirim |

### Prêmio Arte Qualidade Brasil
Passione foi indicada para a categoria de "Melhor Telenovela" no "Prêmio Arte Qualidade Brasil", perdendo, na eleição entre os visitantes do site, para Ti Ti Ti por uma diferença de mais de 6 000 votos. Silvio de Abreu foi indicado para a categoria "Melhor Autor de Telenovela", perdendo para Maria Adelaide Amaral, a autora de Ti Ti Ti, por uma diferença de menos de 1 000 votos. Em outras 7 categorias a telenovela foi representada por membros de seu elenco: Tony Ramos foi indicado para "Melhor Ator de Telenovela", Fernanda Montenegro para "Melhor Atriz de Telenovela", Bruno Cagliasso e Werner Schünemann para "Melhor Ator Coadjuvante em Telenovela", Gabriela Duarte e Vera Holtz para "Melhor Atriz Coadjuvante em Telenovela", Miguel Roncato para "Ator Revelação", Mayana Moura para "Atriz Revelação", Carol Macedo para "Melhor Atriz Infantil/Juvenil de Telenovela". Apenas a indicação de Gabriela Duarte foi bem-sucedida, tendo ela sido a única indicação de Passione a resultar em vitória.
| Premiação             | Resultado  | Nomeação            | Categoria                                   |
| --------------------- | ---------- | ------------------- | ------------------------------------------- |
| Arte Qualidade Brasil | Indicações | Passione            | Melhor Telenovela                           |
| Arte Qualidade Brasil | Indicações | Silvio de Abreu     | Melhor Autor de Telenovela                  |
| Arte Qualidade Brasil | Indicações | Denise Saraceni     | Melhor Direção de Telenovela                |
| Arte Qualidade Brasil | Indicações | Tony Ramos          | Melhor Ator de Telenovela                   |
| Arte Qualidade Brasil | Indicações | Fernanda Montenegro | Melhor Atriz de Telenovela                  |
| Arte Qualidade Brasil | Indicações | Bruno Gagliasso     | Melhor Ator Coadjuvante em Telenovela       |
| Arte Qualidade Brasil | Indicações | Werner Schünemann   | Melhor Ator Coajudvante em Telenovela       |
| Arte Qualidade Brasil | Vencido    | Gabriela Duarte     | Melhor Atriz Coadjuvante em Telenovela      |
| Arte Qualidade Brasil | Indicações | Vera Holtz          | Melhor Atriz Coadjuvante em Telenovela      |
| Arte Qualidade Brasil | Indicações | Miguel Roncato      | Ator Revelação                              |
| Arte Qualidade Brasil | Indicações | Mayana Moura        | Atriz Revelação                             |
| Arte Qualidade Brasil | Indicações | Carol Macedo        | Melhor Atriz Infantil/Juvenil de Telenovela |

### Prêmio da Associação Paulista de Críticos de Arte
| Premiação                               | Resultado | Nomeação      | Categoria                 |
| --------------------------------------- | --------- | ------------- | ------------------------- |
| Associação Paulista de Críticos de Arte | Vencidos  | Irene Ravache | Melhor Atriz de Televisão |

### Prêmio Extra de Televisão
A telenovela recebeu nove indicações em seis categorias do Prêmio Extra de Televisão, promovido pelo jornal homônimo, tendo ganho três categorias: "Melhor Ator Coadjuvante", "Melhor Novela" e "Melhor Figurino.
| Premiação                 | Resultado  | Nomeação                                    | Categoria                |
| ------------------------- | ---------- | ------------------------------------------- | ------------------------ |
| Prêmio Extra de Televisão | Vencidos   | Passione                                    | Melhor Novela            |
| Prêmio Extra de Televisão | Vencidos   | Rô Gonçalves e Gogóia Sampaio, por Passione | Melhor Figurino          |
| Prêmio Extra de Televisão | Vencidos   | Cauã Reymond                                | Melhor Ator Coadjuvante  |
| Prêmio Extra de Televisão | Indicações | Tony Ramos                                  | Melhor Ator              |
| Prêmio Extra de Televisão | Indicações | Mariana Ximenes                             | Melhor Atriz             |
| Prêmio Extra de Televisão | Indicações | Cleyde Yáconis                              | Melhor Atriz Coadjuvante |
| Prêmio Extra de Televisão | Indicações | Gabriela Duarte                             | Melhor Atriz Coadjuvante |
| Prêmio Extra de Televisão | Indicações | Irene Ravache                               | Melhor Atriz Coadjuvante |

### Prêmio Contigo de Televisão
No Prêmio Contigo de 2011, promovido pela revista homônima, a telenovela recebeu treze indicações em nove categorias diferentes, vencendo apenas três: Mayana Moura recebeu o prêmio de "Revelação do Ano", Gabriela Duarte o de "Melhor Atriz Coadjuvante de Novela" (no qual também concorria Irene Ravache) e Cauã Reymond, o de "Melhor Ator Coadjuvante de Novela" (no qual também concorriam Bruno Gagliasso e Werner Schünemann).
| Premiação      | Resultado  | Nomeação              | Categoria                          |
| -------------- | ---------- | --------------------- | ---------------------------------- |
| Prêmio Contigo | Vencidos   | Gabriela Duarte       | Melhor Atriz Coadjuvante de Novela |
| Prêmio Contigo | Vencidos   | Cauã Reymond          | Melhor Ator Coadjuvante de Novela  |
| Prêmio Contigo | Vencidos   | Mayana Moura          | Revelação do Ano                   |
| Prêmio Contigo | Indicações | Passione              | Melhor Novela                      |
| Prêmio Contigo | Indicações | Silvio de Abreu       | Melhor Autor de Novela             |
| Prêmio Contigo | Indicações | Denise Saraceni       | Melhor Diretor de Novela           |
| Prêmio Contigo | Indicações | Tony Ramos            | Melhor Ator de Novela              |
| Prêmio Contigo | Indicações | Mariana Ximenes       | Melhor Atriz de Novela             |
| Prêmio Contigo | Indicações | Bruno Gagliasso       | Melhor Ator Coadjuvante de Novela  |
| Prêmio Contigo | Indicações | Werner Schünemann     | Melhor Ator Coadjuvante de Novela  |
| Prêmio Contigo | Indicações | Ireve Ravache         | Melhor Atriz Coadjuvante de Novela |
| Prêmio Contigo | Indicações | Edoardo Dell’Aversana | Melhor Ator Infantil               |
| Prêmio Contigo | Indicações | Pedro Lobo            | Melhor Ator Infantil               |

### Troféu Imprensa
No Troféu Imprensa de 2011, Passione recebeu cinco indicações em três categorias. Além da indicação ao prêmio de "Melhor Novela", Fernanda Montenegro e Mariana Ximenes foram indicadas ao prêmio de "Melhor Atriz", enquanto as intepretações de Tony Ramos e Cauã Reymond valeram-lhes indicações ao prêmio de "Melhor Ator". Ramos e Ximenes seriam os vencedores de suas respectivas categorias, enquanto o prêmio de "Melhor Novela" iria para Ti Ti Ti, de Maria Adelaide Amaral.
| Premiação       | Resultado  | Nomeação            | Categoria     |
| --------------- | ---------- | ------------------- | ------------- |
| Troféu Imprensa | Vencidos   | Mariana Ximenes     | Melhor Atriz  |
| Troféu Imprensa | Vencidos   | Tony Ramos          | Melhor Ator   |
| Troféu Imprensa | Indicações | Passione            | Melhor Novela |
| Troféu Imprensa | Indicações | Fernanda Montenegro | Melhor Atriz  |
| Troféu Imprensa | Indicações | Cauã Reymond        | Melhor Ator   |

### Seoul International Drama Awards
| Premiação                        | Resultado | Nomeação   | Categoria    |
| -------------------------------- | --------- | ---------- | ------------ |
| Seoul International Drama Awards | Vencido   | Passione   | Melhor Drama |
| Seoul International Drama Awards | Indicado  | Tony Ramos | Melhor Ator  |

## Premiações digitais

### iG
Em eleição realizada entre os visitante do site iG, a atriz Gabriela Duarte foi eleita a melhor atriz de 2010, por seu papel em Passione. A atriz Mayana Moura havia sido indicada à categoria "Revelação do Ano", pela interpretação de Melina, tendo obtido apenas 18% dos votos, ficando em terceiro lugar. Tanto Reynaldo Gianecchini quanto Mariana Ximenes foram indicados, por seus papéis, à categoria "Melhor Vilão", obtendo, respectivamente, 22 e 32% dos votos. Tal quantidade não foi suficiente para superar Alexandre Nero, que ganhou a categoria por seu papel em Escrito nas Estrelas.
| Site responsável | Resultado  | Nomeação             | Categoria        |
| ---------------- | ---------- | -------------------- | ---------------- |
| iG               | Vencidos   | Gabriela Duarte      | Melhor Atriz     |
| iG               | Indicações | Mayana Moura         | Revelação do Ano |
| iG               | Indicações | Mariana Ximenes      | Melhor Vilão     |
| iG               | Indicações | Reynaldo Gianecchini | Melhor Vilão     |

### UOL PopTevê
Em votação promovida pelo site UOL através do prêmio "Melhores do Ano de PopTevê", a telenovela havia sido indicada à uma série de categorias, tendo sido as atrizes Gabriela Duarte e Mayana Moura eleitas, respectivamente, a "Melhor Atriz" e a "Atriz Revelação" de 2010. O ator Júlio Andrade, responsável por interpretar o personagem "Arturzinho", foi eleito pelos visitantes do site o "Ator Revelação" do ano.
| Site responsável | Resultado  | Nomeação           | Categoria       |
| ---------------- | ---------- | ------------------ | --------------- |
| UOL PopTevê      | Vencidos   | Gabriela Duarte    | Melhor Atriz    |
| UOL PopTevê      | Vencidos   | Mayana Moura       | Atriz Revelação |
| UOL PopTevê      | Vencidos   | Júlio Andrade      | Ator Revelação  |
| UOL PopTevê      | Indicações | Passione           | Melhor Novela   |
| UOL PopTevê      | Indicações | Cauã Reymond       | Melhor Ator     |
| UOL PopTevê      | Indicações | Tony Ramos         | Melhor Ator     |
| UOL PopTevê      | Indicações | Irene Ravache      | Melhor Atriz    |
| UOL PopTevê      | Indicações | Mariana Ximenes    | Melhor Atriz    |
| UOL PopTevê      | Indicações | Tammy Di Calafiori | Melhor Atriz    |
| UOL PopTevê      | Indicações | Germano Pereira    | Ator Revelação  |
| UOL PopTevê      | Indicações | Carol Macedo       | Atriz Revelação |

## Retrospectivas
Em 3 de janeiro de 2011, o jornalista Jorge Luiz Brasil publicou em seu blog junto à revista Contigo! um texto listando aquelas produções que representariam "o melhor e o pior de 2010". Sobre Passione, declarou:
| “ | (...) nada foi mais decepcionante do que Passione. É até triste acompanhar o declínio de uma trama que começou tão sofisticada, ágil e com uma história vibrante chegar à sua reta final de forma tão melancólica. Brinquei até na redação que Silvio de Abreu deve ter escrito apenas os primeiros capítulos e, depois, largou a novela nas mãos dos colaboradores, porque não vi nada de sua inteligência nessa produção | ” |

Embora Passione tenha sido escolhida, ao lado de Tempos Modernos, a pior telenovela de 2010, e Carolina Dieckmann, uma das piores atrizes daquele ano, pela interpretação da personagem "Diana", a maior parte do elenco feminino foi vista de forma positiva. Ao discorrer sobre as melhores atrizes de 2010, disse: "Ao mesmo tempo em que a história policial fracassou, Passione reuniu atrizes em estado de graça, brilhando intensamente como Mariana Ximenes, Gabriela Duarte, Irene Ravache, Cleyde Yáconis, Aracy Balabanian, Larissa Maciel e Daisy Lúcidi". Dentre as revelações do ano, mencionou as atrizes Mayana Moura, Adriana Prado, Débora Duboc, Alexandra Richter e Simone Gutierrez.
Nenhum membro do elenco masculino chegou a ser citado como um dos melhores do ano, mas menções positivas ocorreram: "Tony Ramos é um ótimo italiano em Passione, mas Totó é muito chato. Fora ele, gostei também de Werner Schünemann e Bruno Gagliasso e dos veteranos Leonardo Villar, Elias Gleizer, Flávio Migliaccio e Emiliano Queiroz. E Daniel Boaventura chegou na reta final da história para roubar cenas. Já Reynaldo Gianecchini alternou bons e maus momentos, mas ainda fecha a trama no saldo positivo".
O jornalista Maurício Stycer, do site "Universo Online", em contraponto, apontaria Passione como um dos destaque positivos do ano, após criticar Viver a Vida. Chamando Passione de "novela iôiô" pelas mudanças em seus personagens e temas, apontou: "A malvada Clara se redimiu e voltou a ser vilã. O vigarista Fred se tornou um gênio dos negócios. Danilo foi um viciado em drogas que nunca sentiu prazer. Gerson tinha um segredo: gostava de ver pornografia na internet. Totó foi o protagonista mais Mané da história da teledramaturgia brasileira. Clô Sousa e Silva se mudou para uma mansão sem interfone. 'Passione', de Silvio de Abreu, foi a novela mais engraçada e criticada do ano".